# Ligne de Karcag à Tiszafüred
La ligne de Karcag à Tiszafüred ou ligne 103 est une ligne de chemin de fer de Hongrie. Elle relie Karcag à Tiszafüred.